# Macuiltepec, Veracruz
Macuiltepec är en ort i Mexiko.   Den ligger i kommunen Atzalan och delstaten Veracruz, i den sydöstra delen av landet, 210 km öster om huvudstaden Mexico City. Macuiltepec ligger 922 meter över havet och antalet invånare är 268.
Terrängen runt Macuiltepec är huvudsakligen kuperad, men söderut är den bergig. Runt Macuiltepec är det ganska tätbefolkat, med 129 invånare per kvadratkilometer. Närmaste större samhälle är Atzalan, 9,5 km väster om Macuiltepec. I omgivningarna runt Macuiltepec växer i huvudsak städsegrön lövskog.